# Зима (картина Дубовского)
«Зима́» — пейзаж русского художника Николая Дубовско́го (1859—1918), оконченный в 1884 году. Принадлежит Государственной Третьяковской галерее (инв. 986). Размер — 54,5 × 97,5 см (по другим данным, 54,7 × 98,8 см). На картине изображён уголок русской деревни с покосившимися избами, покрытыми шапками снега, а также с бревенчатой изгородью и отворёнными воротами, к которым ведёт колея со следом от недавно проехавших розвальней.
Полотно «Зима» было представлено на 12-й выставке Товарищества передвижных художественных выставок («передвижников»), открывшейся в феврале 1884 года в Санкт-Петербурге, а в апреле того же года переехавшей в Москву. Пейзаж Дубовского был высоко оценён зрителями и критиками. В частности, художник Илья Репин причислял его к числу лучших произведений, экспонировавшихся на выставке. В том же 1884 году картина была приобретена у автора Павлом Третьяковым.
Художественный критик Владимир Стасов отмечал несомненную талантливость Дубовского и писал, что «его небольшая картина „Зима“ всех поразила», так что от молодого художника «надо, кажется, многого ожидать». Живописец Яков Минченков писал, что появление «Зимы» на передвижной выставке 1884 года «явилось крупным событием в области пейзажа». По словам искусствоведа Владислава Зименко, картина «Зима» ясно показала, что Дубовской «уже нашёл свой собственный путь в искусстве», и она «была по праву расценена как новое слово в русской пейзажной живописи».

## История
В 1877 году Николай Дубовской в качестве стипендиата Войска Донского был зачислен в Академию художеств, где учился в пейзажном классе у профессора Михаила Клодта. В период учёбы Дубовской жил очень бедно, стипендии не хватало, что привело к возникновению проблем со здоровьем. Тем не менее учился он хорошо, за время обучения получил четыре серебряные медали, в том числе две — за рисунки с натуры и по одной — за этюд с натуры и за картину «Болото в бурю». Проучившись до 1881 года, перед выпуском Дубовской отказался от написания картины на заданную тему и вышел из Академии без диплома. В 1882 году он представил две картины — «Перед грозой» («Перед грозой в Малороссии») и «После дождя» («После дождя. Обоз на дороге») — на выставке Общества поощрения художников, где они были отмечены 2-й премией.
После этого началось сближение Дубовского с передвижниками. На 12-й выставке Товарищества передвижных художественных выставок (ТПХВ), открывшейся 26 февраля 1884 года в Санкт-Петербурге, а в апреле того же года переехавшей в Москву, было представлено его полотно «Зима». Дубовской, впервые участвовавший в выставке передвижников, ещё не был членом Товарищества и выставлял своё произведение в качестве экспонента. Петербургская часть выставки проходила в доме Юсупова (Невский проспект, 86), а московская — в помещении Московского училища живописи, ваяния и зодчества. После этого, в мае 1884 года, 12-я передвижная выставка продолжила своё путешествие по другим городам Российской империи, побывав в Варшаве (в мае — июне), Одессе (в августе — сентябре), Елисаветграде (в октябре), Киеве (в ноябре — декабре) и Харькове (в декабре — январе).
Картина «Зима» привлекла внимание критиков. В статье «Наши художественные дела», вышедшей в издании «Новости и Биржевая газета» (номера за 15 и 19 марта 1884 года), Владимир Стасов отмечал несомненную талантливость Дубовского и писал, что «его небольшая картина „Зима“ всех поразила». Автор заметки, вышедшей в журнале «Всемирная иллюстрация» (т. 31, № 790 за 1884 год), утверждал, что картина «Зима» явилась «шагом вперёд перед изображением снега профессора Клевера», однако отмечал, что «молодому художнику не совсем удалась воздушная перспектива строений, тёмными пятнами выступающих из снега». Художник Илья Репин, представивший на выставке своё полотно «Не ждали», из картин других художников поставил на первое место «Неутешное горе» Крамского, а на второе — «Зиму» Дубовского.
Художник-передвижник Яков Минченков писал, что перед выставкой Дубовской «не придавал особого значения своей картине». Поскольку предполагалось, что картину могут купить, требовалось установить первоначальную цену, в качестве которой Дубовской предложил указать 75 рублей. Его товарищи, считая эту цену слишком низкой, уговаривали художника увеличить её до 500 рублей. Дубовской согласился, хотя и «думал, что над ним шутят».
В том же 1884 году, прямо с выставки, картина была приобретена у автора Павлом Третьяковым. Третьяков вёл переговоры с Дубовским через художника Павла Ивачёва, который был одним из организаторов выставки. В письме от 1 марта 1884 года Ивачёв сообщал Третьякову, что он «с Дубовским покончил на 750 рубл[ях]», поскольку «меньше взять он считал неловким относительно г-на Ханенко, так как он первый предложил 700 р[ублей]». По-видимому, Ивачёв имел в виду киевского коллекционера Богдана Ханенко, который также хотел приобрести картину Дубовского. В том же письме упоминалась картина Кириака Костанди «У больного товарища», которую также собирался купить Третьяков. Ходатайствуя за «начинающих талантов» Дубовского и Костанди, Ивачёв писал Третьякову, что, «по слухам от товарищей, тот и другой сидят буквально без гроша, а просить Вас не смеют», и добавлял, что «они оба на верху блаженства от своего успеха и рвутся один на свой родной Дон, а другой тоже куда-то…». 7 марта Третьяков послал Ивачёву 1350 рублей для уплаты за обе картины. В письме от 21 марта Ивачёв сообщил Третьякову, что «Дубовской и Костанди так были рады присылке денег, что сейчас же оба явились благодарить меня за моё посредничество».
Через два года после своего дебюта на выставках передвижников, в 1886 году, Дубовской стал полноправным членом Товарищества, а в 1895 году он был избран в состав Правления и стал членом Совета ТПХВ. После покупки «Зимы» Павел Третьяков продолжал приобретать произведения Дубовского для своей галереи, коллекция которой пополнилась такими картинами, как «Ранняя весна» (1886), «Притихло» (авторское повторение, 1890), «На Волге» (1892), «Сумерки» (1897), «Тихий вечер» (1898) и другие. В статье, опубликованной в журнале «Нива» (№ 10 за 1911 год), утверждалось, что «если бы Дубовской написал только „Зиму“ и „Притихло“, то и тогда его значение, как художника-реформатора, было бы значительно, и даже эти одни картины обеспечили бы ему почётное место в истории развития русского пейзажа».
В 1990 году картина «Зима» экспонировалась на выставке произведений русских художников, проходившей в японских городах Касама и Саппоро. Она также входила в число экспонатов выставки «Фотограф Николай Андреев. Мастер пикториализма», проходившей с сентября 2021 года по январь 2022 года в Инженерном корпусе Третьяковской галереи. Наряду с другими произведениями русских художников, представленными на выставке вместе с фотографиями Николая Андреева, полотно Дубовского использовалось для сравнения путей развития живописи и фотоискусства.

## Описание
Композиция картины «Зима» относительно проста. Удлинённый по горизонтали формат холста придаёт произведению черты панорамности и позволяет усилить повествовательность композиции. На полотне изображён уголок русской деревни с покосившимися избами, покрытыми шапками снега. В пейзаж также включены бревенчатая изгородь, каркасы тёмных стволов деревьев и ветки кустарника. На одном из бревенчатых столбиков сидит ворона, выделяясь чёрным силуэтом на фоне светлого морозного неба. Вглубь двора уходит колея со следом от недавно проехавших розвальней. Изгородь и отворённые ворота ограничивают пространство слева и справа, играя роль своего рода «кулис». Развитие пространства в глубину происходит «убывающими планами»: сначала, сразу за поворотом дороги, — деревенская изба, затем — хозяйственные постройки, а вдали — «задник» из деревьев.
Фрагменты картины «Зима»
Очень удачным получилось изображение снега — в частности, художник «убедительно верно передаёт пластику снежных масс». На ветвях деревьев и на кустах снег выглядит мягким и пушистым, на поверхности земли — упругим, а в дорожной колее — мокрым и глубоким. Эффектен и способ передачи цвета — снежный покров в лучах заходящего солнца имеет розоватые и желтоватые оттенки.

## Отзывы и критика
В статье «Наши художественные дела», вышедшей в издании «Новости и Биржевая газета» в марте 1884 года, критик Владимир Стасов отмечал, что, хотя такие художники, как Арсений Мещерский, Юлий Клевер и Василий Верещагин, неоднократно изображали снег на своих картинах, Дубовской в своей «Зиме» по-новому взглянул на него и по-своему его передал, так что «эта картина есть точно молодой pendant к световым поразительным эффектам возмужалого уже Куинджи». Стасов, которого восхищали и «изумительные по правдивости розовые солнечные отблески на нетронутом, девственном снеге», и «мокрые следы, продавленные в снегу полозьями», писал, что «всё это чудесно-хорошо и ново» и от Дубовского «надо, кажется, многого ожидать».
В своих воспоминаниях о передвижниках художник Яков Минченков писал, что с тех пор, как Дубовской оставил Академию художеств, его главным учителем стала природа. По словам Минченкова, появление «Зимы» на передвижной выставке 1884 года «явилось крупным событием в области пейзажа». Минченков отмечал, что картина Дубовского «полна глубокого, искреннего чувства» — в этом произведении художник не просто передаёт натуру, а «ведёт свой рассказ, свою беседу с природой и заражает зрителя своими переживаниями».
Искусствовед Владислав Зименко писал, что выставленная на 12-й передвижной выставке картина «Зима» ясно показала, что Дубовской «уже нашёл свой собственный путь в искусстве», и она «была по праву расценена как новое слово в русской пейзажной живописи». По словам Зименко, изобразив «вид на околицу деревни зимней порой», художник «избрал свежий, до него ещё не вошедший прочно в русский пейзаж мотив», который казался скромным и прозаическим. По мнению Зименко, образ природы в произведении Дубовского «глубоко поэтичен и возвышен», но при этом не теряет точности и правдивости, так что картина воспринимается как «поэтический рассказ о морозной русской зиме».
Искусствовед Фаина Мальцева, комментируя высказывания Стасова, писала, что влияние Куинджи было усвоено Дубовским «отнюдь не прямолинейно». По её мнению, в отличие от произведений Куинджи в картине «Зима» «чувствовалась более скрупулёзная проработанность формы», свидетельствующая о влиянии непосредственного учителя Дубовского — Михаила Клодта. Мальцева полагала, что сначала мотив был тщательно выверен в рисунке и лишь затем перенесён на полотно. По её словам, в «Зиме» большую роль играл свет заходящего солнца, оттеняющий белизну снега, благодаря чему «зимний пейзаж Дубовского с занесёнными снегом избушками казался в те годы особенно бодрым и свежим».

## Комментарии
1. ↑  Есть предположения, что «Портрет Николая Дубовского» Кириака Костанди является этюдом для его картины «У больного товарища» (1884)[16].
2. ↑  Для датировки событий, происходивших в Российской империи, используется юлианский календарь («старый стиль»).
3. ↑  На передвижных выставках экспонировались произведения как членов ТПХВ, так и так называемых «экспонентов», которые ещё не были членами Товарищества. Работы экспонентов перед выставками проходили через предварительный отбор, осуществляемый членами ТПХВ. Многие художники-экспоненты впоследствии стали полноправными членами Товарищества[19].
4. ↑  На картине Кириака Костанди «У больного товарища» изображены художники Кузьма Кудрявцев (лежит на постели), Николай Дубовской (сидит) и Алексей Афанасьев (стоит)[16][22].
5. ↑  В воспоминаниях Якова Минченкова утверждалось, что Третьяков купил картину «Зима» за те самые 500 рублей, которые были установлены в качестве первоначальной цены[23].
6. ↑  Статья, опубликованная в журнале «Нива», была посвящена 30-летию творческой деятельности Дубовского[26].